# Acalypha digynostachya
Acalypha digynostachya é uma espécie de flor do gênero Acalypha, pertencente à família Euphorbiaceae.